# Манастир Дуљево
Манастир Дуљево је манастир Српске православне цркве из 14. вијека. Припада Митрополији црногорско-приморској.

## Историја
Настанак манастира Дуљево се нераскидиво повезује са Светом лозом Немањића. Манастир је по предању подигнут у 14. вијеку као знак захвалности Цара Душана за изљечење неколицине његових војника који су пили ‘’Савину воду‘’ са извора Светог Саве, који се налази у близини манастира. Тај извор и даље помаже болеснима, посебно код стомачних тегоба.
У непосредној близини манастира налази се храст, за који се каже да је из времена Светог Саве и да се светитељ под њим одмарао. Поред тога, непосредно изнад манастира налазе се двије испоснице за које се везује предање о боравку Св.Саве у једној од њих пред свој последњи пут на Свету Гору.
Манастир је саграђен у изузетно живописном крају са дивним планинским ваздухом и здравом водом на надморској висини од 470 метара. Налази се "у једном јазу под брдом". Манастирски комплекс сачињавају: Црква Св.Архиђакона Стефана, манастирски конак, као и остаци ранијих објеката.
Последице земљотреса из априла 1979. године, допринјеле су открићу средњовјековних фресака у манастиру Дуљево. Нарочиту пажњу привукли су ликови ктитора-двојице владара династије Немањића: Светог Стефана Дечанског и Цара Душана. Ктиторска композиција је смјештена у југозападни дио храма, гдје је обично био смјештен ктиторов гроб. Јасно се могу разликовати ликови Првомученика и Архиђакона Стефана (крсна слава Немањића и данашња слава манастира Дуљево) који је насликан на јужној страни југозападног пиластра и двојице владара на западном дијелу јужног зида.
Манастир Дуљево је био метох манастира Високи Дечани, и служио је као веза између манастира Дечани и Свете Горе као и мјесто гдје су многи дечански монаси примили монашки постриг. Патријарх српски Арсеније III родом је Паштровић; ту је ђаковао, прошао искушеништво и био замонашен.
Као и већина манастира на нашим просторима, манастир Дуљево је пролазио кроз тешка страдања. Након што је служио као уточиште многим монасима од турског зулума, манастир је најтеже оштећен за вријеме похода Махмуд-паше Бушатлије који га је разорио на Видовдан 1785. године. Манастир бива обновљен одмах следеће године и тада је "најгласовитији" манастир у Боки. Даље кроз историју, аустријске власти су опустошиле манастир и однијеле велико звоно које је имало посебан звук. Из тог периода, у манастирској историји остаје запамћен игуман манастира отац Гаврило Куљача, који је био противник уније и Аустрије, због чега је много пута био хапшен и физички нападан.  Игуман Гаврило је бесплатно дијелио млијеко, сир и хљеб свим путницима који су пролазили преко Дуљева за Свету Гору. Још и данас постоји његова "мурва" гдје је дијелио храну сиротињи.
Током Другог свјетског рата, монашко братство је поново исказало велику љубав према Господу, светињи и својој Отаџбини. Тако је на примјер протосинђел Варнава Бућин (1896-1942) мученички страдао са четрдесет шест убода ножем.
Манастир Дуљево наново заживљава од 1992. године, када га обнавља отац Сава Коматовић (+1995) и његов рад наставља отац Протосинђел Сава Аврамовић све до 2002. године, када  манастир Дуљево постаје женски манастир. Сестринство овог манастира се бави иконописом, дуборезом, црквеним шивењем и израдом разних препарата на бази љековитог биља.